# Pile of Shame
Der Begriff Pile of Shame (engl. für „Stapel der Schande“), gelegentlich auch Stack of Shame,  bezeichnet in der Popkultur, vor allem in der Netzkultur, die Menge an gekauften, aber noch nicht oder nur ansatzweise konsumierten Medien, insbesondere Videospiele, aber auch Brettspiele, Filme, Musik und Bücher. Im Bereich der Tabletop-Spiele sind dies vor allem die Anzahl der unbemalten Figuren.

## Auseinandersetzung in der Popkultur
Der Pile of Shame wird in Internetforen und Blogs kontrovers diskutiert. In den subjektiven Betrachtungen werden „Höhe“ des Stapels, Symptome und Ursachen zu ergründen versucht, aber auch Strategien zur Bekämpfung diskutiert. Andere Autoren wenden ein, dass der Pile of Shame auch Vorteile besitzt.
Als Ursachen dafür werden u. a. folgende Sachverhalte identifiziert:
- ein Überfluss des Medienangebots, der aus dem geringeren Aufwand in der Beschaffung (digitale Bezahlung und kostenloser Versand) und vor allem geringe Einkaufskosten durch Discountangebote, etwa „Steamsales“, Black Friday oder sogenannte „Bundles“ (z. B. Humble Bundle), resultiert. Da unter den verschiedenen Medienformen ein Überangebot herrscht, findet zudem eine Kannibalisierung zwischen diesen statt.[3]
- Verknappung der Ressource „Zeit“.[4]
- Überforderung und selbst auferlegter Leistungsdruck und daraus resultierend Antriebslosigkeit.[5]

Im Dezember 2014 ermittelte das Internetportal Kotaku mit einer Umfrage unter 1400 Spielern, dass durchschnittlich 40 % der in den letzten 12 Monaten gekauften Spiele nicht gespielt wurden. Ähnlich fielen auch die Ergebnisse einer Analyse der Spieleplattform Steam aus, nach der die Steam-Nutzer weltweit insgesamt etwa 780 Mio. Spiele in ihren Spiele-Bibliotheken registriert haben, von denen jedoch 37 % noch nie gestartet wurden.

## Trivia
Vor allem in spielebezogenen Foren- und Social-Media-Beiträgen wird häufig „PoS“ oder „POS“ als gebräuchliche Abkürzung benutzt.